# Cox-Klemin Aircraft Corporation
Die Cox-Klemin Aircraft Corporation war ein US-amerikanischer Flugzeugbauer, der von 1921 bis 1925 bestand.

## Geschichte
Im Jahr 1921 gründeten Charles Cox und Alexander Klemin die Cox-Klemin Aircraft Corporation. Sie entwarfen und bauten über ein Dutzend Prototypen und einige Kleinserien. Darunter waren u. a. die Cox-Klemin TW-2, ein wassergekühltes Schulflugzeug, die Cox-Klemin XA-1, eins der ersten Ambulanzflugzeuge für den United States Army Air Service, die Cox-Klemin Night Hawk, ein Postflugzeug für den United States Postal Service oder die Cox-Klemin XS, das erste Flugzeug, welches von einem U-Boot abgesetzt und wieder aufgenommen werden konnte.
Im Jahr 1922 verließ Klemin die Firma, um an der New York University eine Professur anzunehmen. Im Jahr 1924 wurde in Baldwin (Nassau County) ein Munitionsdepot dazugekauft. Im Jahr 1925 musste die Cox-Klemin Aircraft Corporation Insolvenz anmelden und wurde aufgelöst.
Die Grumman Aerospace Corporation begann mit der Produktion ihrer eigenen Flugzeuge 1929 auf dem alten Gelände der Cox-Klemin Aircraft Corporation.

## Baumuster
| Bezeichnung               | Erstflug        | Anzahl  | Bemerkung                                                                                        |
| ------------------------- | --------------- | ------- | ------------------------------------------------------------------------------------------------ |
| Cox-Klemin CK-1           | 1921            | 1       | Zweimotoriges Flugboot                                                                           |
| Cox-Klemin CK-2           | 1924            | 2       | einmotoriges Schulflugzeug                                                                       |
| Cox-Klemin CK-3           | 1923            |         | Nachtaufklärer                                                                                   |
| Cox-Klemin CK-14          | 12. Januar 1912 | ca. 150 | Nachbau der Curtiss F                                                                            |
| Cox-Klemin CK-18 Sea Hawk | 1925            | 1       | einmotoriges Flugboot                                                                            |
| Cox-Klemin CK-19          |                 |         | Amphibienflugzeug                                                                                |
| Cox-Klemin CO-1           | 1924            | 1       | Experimentalflugzeug                                                                             |
| Cox-Klemin CO-2           | 1924            | 1       | Experimentalflugzeug                                                                             |
| Cox-Klemin Night Hawk     | 1925            | 1       | Postflugzeug, Bezeichnung der Heinkel HD 27 mit Liberty-12-Motor                                 |
| Cox-Klemin TW-2           | 1922            | 3       | einmotoriges Schulflugzeug                                                                       |
| Cox-Klemin XA-1           | 1923            | 2       | Ambulanzflugzeug                                                                                 |
| Cox-Klemin XS             | 1922            | 6       | einmotoriges Wasserflugzeug 5 als XS-1, ein Umbau als XS-2 6 weitere Maschinen gebaut von Martin |